# مجلس استشاري للتغيير
إن المجلس الاستشاري للتغيير (CAB) هو المجلس الذي يقدم الدعم إلى فريق إدارة التغيير من خلال تقديم التغييرات اللازمة والمساعدة في تقييم التغييرات وتحديد أولوياتها. وهو بوجه عام كيان مؤلف من ممثلي تقنية المعلومات (IT) وممثلي الأعمال حيث يضم: مدير التغيير ومديري المستخدمين والمجموعات والخبراء الفنيين ومن الممكن أطراف أخرى وعملاء (إذا لزم الأمر).
ويجب اختيار أعضاء المجلس الاستشاري للتغيير بشكل انتقائي لضمان مراجعة وتقييم التغييرات المطلوبة من الناحية الفنية والمهنية. وتفرض التغييرات المنظورة على الموظفين المعنيين حضور اجتماع المجلس الاستشاري للتغيير. ولا تُلزم هذه الكيانات الاجتماع وجهًا لوجه في كل تغيير مطلوب، لكن من الممكن استخدام أدوات الدعم والاتصال الإلكتروني كوسيلة من وسائل الاتصال. ومع ذلك يُنصح بتحديد اجتماع ربع سنوي لمراجعة التغييرات المُعلقة والتوقيع على التغييرات التي تمت الموافقة عليها ومناقشة أي تغييرات مستقبلية ذات شأن.
يقدم المجلس الاستشاري للتغيير العديد من الممثلين اللازمين لضمان اتخاذ القرارات المناسبة. على سبيل المثال، اتخاذ القرار بشكل منفرد من قبل قسم تكنولوجيا المعلومات قد يفشل في التعرف على اهتمامات قسم المحاسبة. وتُسند إلى المجلس الاستشاري للتغيير مهمة مراجعة التغييرات المطلوبة وتحديد أولوياتها ومراقبة عملية التغيير وتوفير التعقيبات الإدارية.
ويُعتبر المجلس الاستشاري للتغيير جزءًا لا يتجزأ من عملية إدارة التغيير المحددة والمصممة لتوازن الحاجة إلى التغيير مع الحاجة إلى تقليل المخاطر المتأصلة. على سبيل المثال، يكون المجلس الاستشاري مسئولاً عن الإشراف على التغييرات في بيئة الإنتاج. وبالمثل يستقبل الطلبات الواردة من الإدارة والعملاء والمستخدمين وتكنولوجيا المعلومات. بالإضافة إلى أن التغييرات قد تحتوي على تغييرات في مكونات الأجهزة وبرامجها وإعدادات التهيئة والإصلاحات وغير ذلك.
ويُعرف ذلك كجزء من عملية مراقبة التغييرات داخل مكتبة البنية التحتية للمعلوماتية (ITIL).
من الممكن أن يُستخدم مفهوم اللجنة الاستشارية للتغيير خارج عالم تكنولوجيا المعلومات كعملية تغيير على مستوى عالٍ يُمكن تطبيقه على أي نظام.